# Orientation
„Orientation“ е второто EP на финландската пауър метъл група Соната Арктика.

## Участници
- Тони Како – вокали, клавишни
- Яни Лииматайнен – китара
- Томи Портимо – ударни
- Марко Паасикоски – бас китара
- Мико Харкин – клавишни